# Championnat de Biélorussie féminin de handball
Le championnat de Biélorussie féminin de handball est le plus haut niveau de compétition de clubs de handball féminin en Biélorussie. Il est créé en 1993, à la suite de la dissolution du Championnat d'Union soviétique féminin de handball.
La saison 2019-2020 est définitivement arrêtée, le 25 avril 2020, par la Fédération biélorusse de handball, en raison de la Pandémie de Covid-19. Le titre national est décerné au HC Homiel.

## Palmarès

### Bilan
Avec 23 titres remportés depuis la création du championnat le BNTU Minsk (anciennement Politechnik et BGPA Minsk) domine la compétition. Entre 1993 et 2015, seul un autre club a remporté le championnat, le HC Gorodnichanka en 2008. Depuis 2016, le HC Homiel a remporté quatre des cinq championnats disputés.
| Rang | Club                        | Titres | Années victorieuses |
| ---- | --------------------------- | ------ | --- |
| 1    | Politechnik/BGPA/BNTU Minsk | 24     | 1993, 1994, 1995, 1996, 1997, 1998, 1999, 2000, 2001, 2002, 2003, 2004, 2005, 2006, 2007, 2009, 2010, 2011, 2012, 2013, 2014, 2015, 2018, 2021 |
| 2    | HC Homiel                   | 5      | 2016, 2017, 2019, 2020, 2022 |
| 3    | HC Gorodnichanka            | 1      | 2008 |

### Palmarès détaillé
| Saison    | Champion          | Vice-champion        | Troisième            |
| --------- | ----------------- | -------------------- | -------------------- |
| 1992-1993 | Politechnik Minsk | Université de Homiel | RUOR-RSVSZM Minsk    |
| 1993-1994 | Politechnik Minsk | Université de Homiel | Druty Bialynitchy    |
| 1994-1995 | Politechnik Minsk | Politechnik Minsk 2  | Université de Homiel |
| 1995-1996 | Politechnik Minsk | Politechnik Minsk 2  | Université de Homiel |
| 1996-1997 | Politechnik Minsk | Politechnik Minsk 2  | Université de Homiel |
| 1997-1998 | Politechnik Minsk | Politechnik Minsk 2  | Druty Bialynitchy    |
| 1998-1999 | Politechnik Minsk | Druty Bialynitchy    | RUOR-RSVSZM Minsk    |
| 1999-2000 | BGPA Minsk        | Druty Bialynitchy    | Arkatron Minsk       |
| 2000-2001 | BGPA Minsk        | Druty Bialynitchy    | Arkatron Minsk       |
| 2001-2002 | BGPA Minsk        | Druty Bialynitchy    | Arkatron Minsk       |
| 2002-2003 | BNTU Minsk        | HC Gorodnichanka     | Arkatron Minsk       |
| 2003-2004 | BNTU Minsk        | HC Gorodnichanka     | Arkatron Minsk       |
| 2004-2005 | BNTU Minsk        | HC Gorodnichanka     | Druty Bialynitchy    |
| 2005-2006 | BNTU Minsk        | HC Gorodnichanka     | Druty Bialynitchy    |
| 2006-2007 | BNTU Minsk        | HC Gorodnichanka     | Druty Bialynitchy    |
| 2007-2008 | HC Gorodnichanka  | BNTU Minsk           | Arkatron Minsk       |
| 2008-2009 | BNTU Minsk        | HC Gorodnichanka     | Druty Bialynitchy    |
| 2009-2010 | BNTU Minsk        | HC Gorodnichanka     | Arkatron Minsk       |
| 2010-2011 | BNTU Minsk        | HC Gorodnichanka     | Arkatron Minsk       |
| 2011-2012 | BNTU Minsk        | HC Gorodnichanka     | Arkatron Minsk       |
| 2012-2013 | BNTU Minsk        | HC Gorodnichanka     | HC Homiel            |
| 2013-2014 | BNTU Minsk        | HC Homiel            | HC Gorodnichanka     |
| 2014-2015 | BNTU Minsk        | HC Homiel            | HC Gorodnichanka     |
| 2015-2016 | HC Homiel         | BNTU Minsk           | HC Gorodnichanka     |
| 2016-2017 | HC Homiel         | BNTU Minsk           | HC Victoria-Berestie |
| 2017-2018 | BNTU Minsk        | HC Homiel            | HC Gorodnichanka     |
| 2018-2019 | HC Homiel         | BNTU Minsk           | HC Gorodnichanka     |
| 2019-2020 | HC Homiel         | BNTU Minsk           | HC Gorodnichanka     |
| 2020-2021 | BNTU Minsk        | HC Homiel            | HC Victoria-Berestie |
| 2021-2022 | HC Homiel         | BNTU Minsk           | HC Victoria-Berestie |

## Classement EHF
Le coefficient EHF 2021 pour la saison 2022-2023 est :
| Rang | Rang  | Rang | Championnat | Coeff. |
| 2021 | Évol. | 2020 | Championnat | Coeff. |
| ---- | ----- | ---- | ----------- | ------ |
| 1    | —     | 1    | Hongrie     | 157,67 |
| 2    | +3    | 5    | France      | 118,5  |
| 3    | -1    | 2    | Russie      | 114,5  |
| 4    | -1    | 3    | Danemark    | 109    |
| 5    | +1    | 6    | Norvège     | 102,17 |
| ...  |       |      |             |        |
| 17   | —     | 17   | Biélorussie | 7,33   |

Évolution
| Année | 2006 | 2007 | 2008 | 2009 | 2010 | 2011 | 2012 | 2013 | 2014 | 2015 | 2016 | 2017 | 2018 | 2019 | 2020 | 2021 |
| ----- | ---- | ---- | ---- | ---- | ---- | ---- | ---- | ---- | ---- | ---- | ---- | ---- | ---- | ---- | ---- | ---- |
| Rang  | 24   | 28   | 25   | 29   | 28   | 27   | 24   | 23   | 20   | 22   | 23   | 26   | 26   | 18   | 17   | 17   |